# エウポレメイア
エウポレメイア（古希: Εὐπολέμεια, Eupolemeia）は、ギリシア神話の人物である。テッサリアー地方のプティーアーの王ミュルミドーンと、アイオロスの娘ペイシディケーの娘で、アンティポス、アクトール、エリュシクトーン、ヒスキュラと兄弟。ヘルメース神との間にアイタリデースを生んだ。エウポレミアはアイタリデースをアンプリュッソス河畔で生んだと伝えられている。アイタリデースはアルゴー船の冒険に参加し、伝令使の役目を務めた。